# Respiração
Respiração (aspiração ou ventilação) é o processo pelo qual um organismo vivo troca oxigénio e dióxido de carbono com o seu meio ambiente. Este processo é chamado de respiração aeróbica. Todas as espécies aeróbicas precisam de oxigênio para a respiração celular, que extrai energia da reação do oxigênio com moléculas derivadas dos alimentos e produz dióxido de carbono como produto residual. A respiração, ou respiração externa, traz ar para os pulmões onde ocorre a troca gasosa nos alvéolos através da difusão, processo denominado hematose. O sistema circulatório do corpo transporta esses gases de e para as células, onde ocorre a respiração celular.
A respiração de todos os vertebrados com pulmões consiste em ciclos repetitivos de inspiração e expiração através de um sistema altamente ramificado de tubos ou vias aéreas que vão do nariz aos alvéolos.
Este artigo aborda o ato de respiração e respiração pulmonar. Para o processo de obtenção de energia em células (cadeia respiratória), veja Respiração Celular

## Aparelho respiratório e Passagem de ar

### Vias aéreas superiores
Idealmente, o ar é primeiro expirado e depois inspirado através do nariz. As fossas nasais,, ou cavidades nasais, (entre as narinas e a faringe) são bastante estreitas, primeiro por serem divididas em duas pelo septo nasal, e segundo pelas paredes laterais que possuem várias dobras longitudinais chamadas de conchas nasais, expondo, assim, uma grande área de membrana mucosa nasal ao ar enquanto é inalado (e exalado). Isso faz com que o ar inalado absorva umidade do muco úmido e calor dos vasos sanguíneos subjacentes, de modo que o ar esteja quase saturado de vapor de água e esteja quase à temperatura corporal quando chega à laringe. Parte dessa umidade e calor é recapturada quando o ar exalado passa sobre o muco parcialmente seco e resfriado nas passagens nasais durante a exalação.
É também no nariz que a mucosa bastante viscola, juntamente com os pelos nasais, realizam a filtração do ar inspirado, removendo matéria particulada como poeira e agentes infecciosos. Essa especialização faz com que haja presença de muitas células de defesa nas fossas nasais e, portanto, o nariz é um local intensamente afetado em casos de alergia, como a rinite.

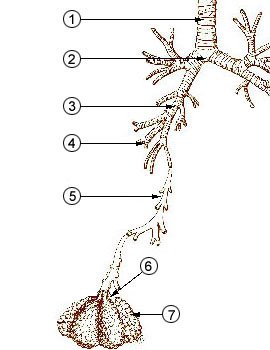
Vias Aéreas Inferiores
1. Traqueia
2. Brônquios Principais
3. Brônquios Lobares (secundários)
4. Brônquios Segmentares
5. Bronquíolos
6. Ducto Alveolar
7. Alvéolo

### Vias aéreas inferiores
Em mamíferos típicos, como humanos, abaixo das "vias aéreas superiores" (as fossas nasais, a faringe e a laringe), encontra-se a árvore respiratória ou árvore traqueobrônquica (figura à direita). 
As vias aéreas maiores dão origem a ramos que são ligeiramente mais estreitos, mas mais numerosos do que a via aérea "tronco" que dá origem aos ramos. A árvore respiratória humana pode consistir, em média, em 23 dessas ramificações em vias aéreas progressivamente menores. As divisões proximais (aquelas mais próximas do topo da árvore, como a traqueia e os brônquios) funcionam principalmente para transmitir ar para as vias aéreas inferiores. Divisões posteriores, como os bronquíolos respiratórios, ductos alveolares e alvéolos, são especializados para a troca gasosa.
A traqueia e as primeiras porções dos principais brônquios estão fora dos pulmões. O restante da "árvore" se ramifica dentro dos pulmões e se estende a todas as partes deles.
Os alvéolos são os terminais cegos da "árvore", o que significa que qualquer ar que entre neles tem que sair da mesma maneira que entrou. Um sistema como este cria espaço morto, ou seja, um volume das vias respiratórias em que não há troca gasosa. O ar que preenche o espaço de condução não sofre hematose e assim não é aproveitado. O volume de espaço morto fisiológico de um adulto humano típico é cerca de 150 ml.

## Mecânica Respiratória
O objetivo fisiológico da mecânica respiratória durante a inspiração é a condução do ar atmosférico, através das vias de condução, para as unidades de hematose, os alvéolos. Na expiração o objetivo é o oposto, expulsar o ar contido em alvéolos para o meio externo. Para tanto, é necessário criar um gradiente de pressão ({\displaystyle \Delta P=Pexterna-Palveolar}) entre o meio externo e o espaço alveolar.
Para {\displaystyle \Delta P>0}, o ar externo é inspirado para pulmão, já quando {\displaystyle \Delta P<0}, o ar do pulmão é expirado ao meio externo. Caso a pressão no alvéolo seja igual à pressão atmosférica local, ou seja, caso {\displaystyle \Delta P=0} não há condução de ar em nenhum sentido. Note que a pressão atmosférica local é tomada como referência para a pressão, assim, {\displaystyle Pexterna} (pressão atmosférica) é sempre considerada 0. Consequentemente, para a fisiologia pulmonar, a pressão que define se o ar será inspirado ou expirado é a {\displaystyle Palevolar}
Assim, a mecânica respiratória atuará de forma a modelar a {\displaystyle Palevolar}, tornando-a positiva ou negativa e, assim, determinando se o ar externo será inspirado ou expirado. Nesse sentido, o volume pulmonar (alveolar) é íntimamente relacionado com a {\displaystyle Palevolar}. Segundo a lei dos gases ideais, a pressão de um espaço é inversamente proporcional ao seu volume  ({\displaystyle Valevolar}).
Desta forma, a expansão de {\displaystyle Valevolar} causará a diminuição da {\displaystyle Palevolar} e a contração de {\displaystyle Valevolar} causará o aumento da {\displaystyle Palevolar}.
A alteração cíclica dos volumes e pressões do alvéolo e da pleura pulmonar é controlada pela contração e relaxamento dos músculos da respiração, bem como pelas forças constitutivas (intrínsecas) do pulmão. 

### Forças Constitutivas (Estática Pulmonar)
O pulmão, a pleura pulmonar e a caixa torácica atuam conjuntamente na mecânica respiratória e cada uma possui propriedades estruturais singulares que determinam as forças constitutivas que atuam sobre elas.
O interstício pulmonar é composto de fibras colágenas e, de especial interesse, elastina - uma proteína que contém intensa atividade elástica, possibilitando a distensão do pulmão. Analogamente a uma fita elástica distendida, a elastina tende a "puxar" o pulmão para dentro, ou seja, a elastina produz uma força elástica de retração.  A composição elástica do pulmão é central na determinação da complacência pulmonar. Fibroses pulmonares aumentam a concentração de elastina e provocam aumento demasiado da retração elástica do pulmão, dificultando a expansão durante a inspiração.
Além disso, os alvéolos são revestidos por uma camada muito delgada de água, causando o aparecimento da tensão superficial como uma outra força de retração que tenderá a colapsar os alvéolos. Para evitar o colapso alveolar, células pneomócitos tipo II produzem surfactante pulmonar, diminuindo a intensidade da tensão superficial.
Não obstante, a tensão superficial da água alveolar e a força elástica de retração do interstício pulmonar formam as principais forças de retração pulmonar. De fato, é justamente devido à ação dessas forças que o pulmão tende naturalmente a se retrair. Caso seja retirado da caixa torácica, o pulmão imediatamente sofre desinsuflação e toma seu menor volume.
As pleuras parietal e visceral que revestem o pulmão formam um espaço virtual (não existente em condições fisiológicas) preenchido por lubrificante.  Devido à força elástica de retração e à tensão superficial (forças do pulmão), a parade pleural em contato com o pulmão, pleura visceral, tende a se retraír. No entanto, a parede externa, parietal, mantém relação com a parede torácica e, assim, tende a ser abduzida (puxada para fora do centro do corpo). Assim, como cada parede tende a ser deslocada para sentidos diferentes, o volume intrapleural é maior e, portanto, a pressão intrapleural é naturalmente negativa. Esse fato terá consequências importantes para o estabelecimento da Pressão Transpulmonar ({\displaystyle \Delta Pt}).
A diferença entre as pressões {\displaystyle Palevolar} e {\displaystyle Pintrapleural} determina a Pressão Transpulmonar ({\displaystyle \Delta Pt=Palveolar-Pinterpleural}).  Como normalmente a pressão intrapleural é negativa, em estado fisiológico, a Pressão Transpulmonar é positiva. Isso é determinante para que os alvéolos se mantenham abertos e não entrem em colapso. Em condições patológicas, como o pneumotórax, causado pela perfuração da pleura, a pressão intrapleural se equiliza com a pressão atmosférica e, assim, torna-se igual a 0. Nesse caso, {\displaystyle \Delta Pt} torna-se negativa e os alvéolos sucumbam à pressão externa da pleura sobre o pulmão. 
Forças Dinâmicas

Ação do diafragma na respiração

Como a tendência natural dos pulmões é a retração, os músculos da respiração atuam em manter o volúme mínimo dos pulmões (volume residual) e são indispensáveis na expansão pulmonar durante a inspiração.
Os principais músculos da respiração são o músculo diafragma, inferior aos pulmões, e os músculos intercostais, distais aos pulmões. O diafragma, em especial, é o musculo mais importante da respiração, uma vez que participa tanto da inspiração, quanto da expiração e em respirações passivas e forçadas. Em condições patológicas, a exaustão dos músculos respiratórios deflagra insuficiência respiratória, levando à morte caso continuada.

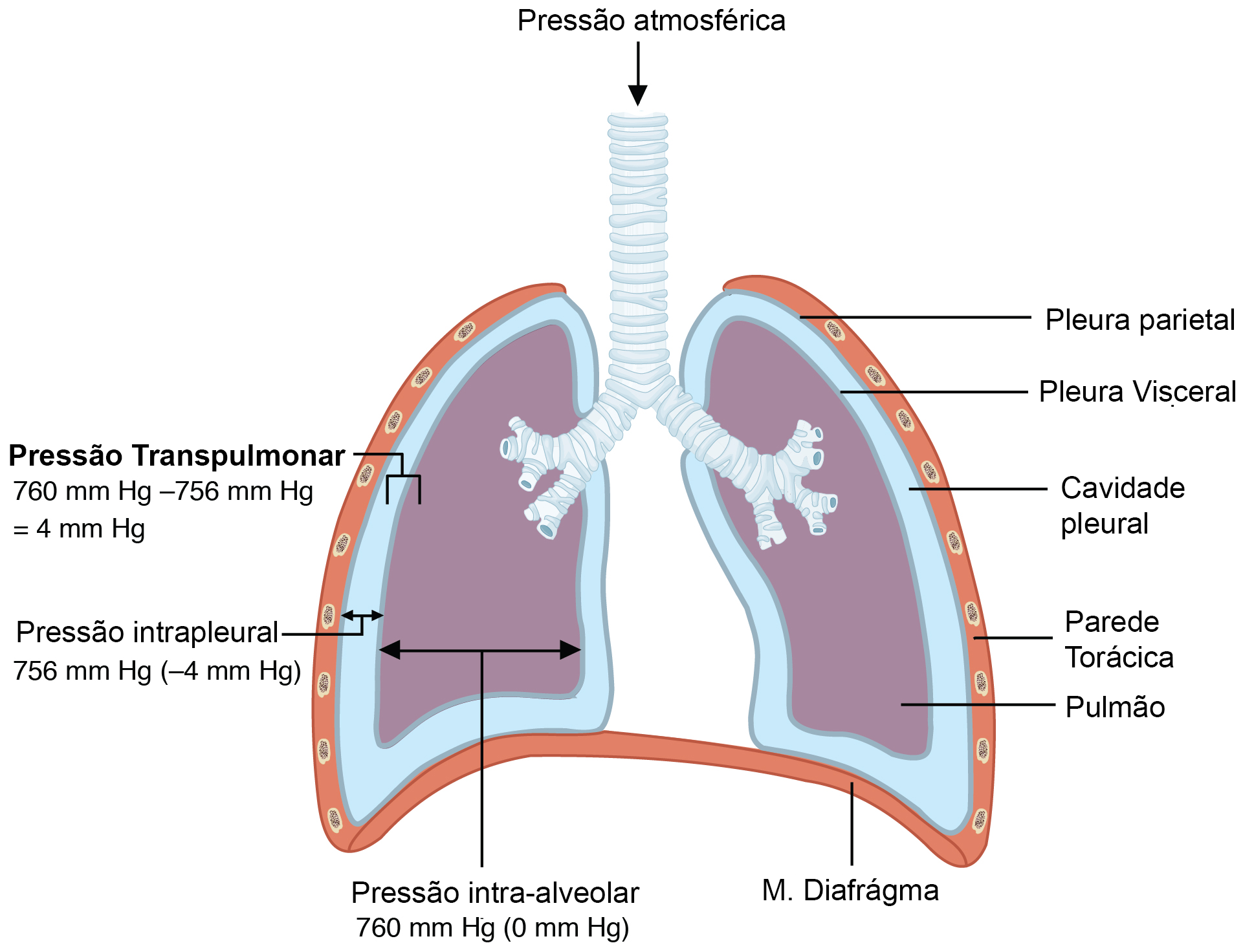
Estruturas e pressões relacionadas à mecânica respiratória. Note que a pressão transpulmonar é diferente de.

### Dinâmica Respiratória (inspiração)
1. Na fase inicial da inspiração passiva, o músculo diafragma sofre contração, empurrando o conteúdo abdominal para baixo. Os intercostais externos se contraem, puxando a caixa torácica para cima. A ação destes dois músculos expande a caixa torácica;
2. Expansão da caixa torácica causa aumento do volume intrapleural, cuja parede parietal é aderida à parede torácica. Consequentemente, a Pressão intrapleural se torna mais negativa;
3. Diminuição da pressão Intrapleural leva ao aumento da Pressão Transpulmonar, leando à expansão de {\displaystyle Valevolar};
4. Expansão dos alvéolos ocasiona diminuição da {\displaystyle Palevolar};
5. {\displaystyle Palevolar<0} (mais negativa que o meio externo) provoca inspiração de ar atmosférico para os alvéolos.

### Dinâmica Respiratória (expiração)
1. Na fase inicial da expiração passiva, os músculos da respiração ainda estão contraídos e a pressão intrapleural está maximamente negativa. No entanto, com a expansão do pulmão, as forças de retração elástica tornam-se cada vez mais intensas.
2. O limite da expansão é atingido no momento em que os músculos da respiração não conseguem superar a força de retração elástica dos pulmões. A partir de então, os músculos são inibidos por comando do centro respiratório do tronco encefálico e relaxam.
3. Relaxamento dos músculos respiratórios permite que a única força atuante sobre os pulmões seja a retração elástica. Concomitantemente, o conteúdo abdominal que estava sendo empurrado pelo diafragma volta a sua posição natural, empurrando a caixa torácica para cima e diminuindo o volume pulmonar.
4. A rápida contração da caixa torácica e do pulmão leva à diminuição de {\displaystyle Valevolar} provoca o aumento significativo da {\displaystyle Palevolar};
5. {\displaystyle Palevola>0} (mais positiva que o meio externo) provoca a expiração do ar alveolar para o meio externo.

Para acompanhar o processo de inspiração da respiração pulmonar, veja o vídeo no início do artigo.

## Complacência Pulmonar

Variação da complacência em diferentes patologias e em normalidade. Note a perda de complacência em pressões transpulmonares elevadas.

A complacência pulmonar é a característica que determina a capacidade de expansão do pulmão. Quanto maior a complacência, mais fácilmente expandir-se-á o pulmão para uma dada variação em pressão. Ou seja,
{\displaystyle C={\frac {\Delta V}{\Delta P}}}
Os principais fatores que controlam a complacência pulmonar são relacionadaos às forças constitutivas do pulmão, sobretudo a força de retração elástica e a ação da tensão superficial da água que reveste os alvéolos. A junção dessas forças forma a força de retração pulmonar, que resiste à expansão do pulmão durante a inspiração e provoca a deflação pulmonar durante a expiração. Com a distensão do pulmão durente a expansão, a força de retração elástica se torna maior. Assim, a complacência diminui conforme o volume pulmonar é aumentado durante a inspiração.
A complacência pulmonar depende, portanto, da intensidade da força de retração pulmonar, uma vez que, se a força for muito intensa, o pulmão terá mais dificuldade de se expandir, já que os músculos da respiração terão que vencer uma força maior que o normal. Este é o caso das fibroses intersticiais pulmonares, em que o aumento da deposição de elastina no pulmão leva ao aumento da força de retração elástica e dificulta a expansão pulmonar (ver gráfico). Bebês prematuros nascidos antes da 24ª semana de Idade gestacional não desenvolveram as células pneumócitos II, responsáveis por produção de surfactante pulmonar, e desenvolvem uma tensão superficial muito maior que o normal, provocando o aumento da força de retração pulmonar e colapsando os alvéolos, uma condição denominada atelectasia.
Quando, ao contrário, há redução da força de retração pulmonar, como na efisema, por destruição do interstício pulmonar, a complacência aumenta, uma vez que a resistência à expansão pulmonar será diminuída. Isso não é vantajoso, pois apesar de ser possibilitar a expansão mais rápida do pulmão, as forças de retração pulmonar são as principais responsáveis pela expiração. Dessa forma, esses pacientes têm dificuldade de expirar e muitas vezes não conseguem completar o ciclo respiratório antes de realizar outra inspiração. Ademais, devido à diferença de pressão local do pulmão, ocorre fechamento prematuro das vias aéreas nesses pacientes, com formação de bulhas respirtórias características.

## Volumes Pulmonares
Utilizando-se um espirômetro, é possível medir a variação do volume de ar nos pulmões em função do tempo, durante o processo respiratório. Normalmente, o volume máximo que o pulmão pode comportar, a chamada Capacidade Pulmonar Total (CPT) é de 6L, em adultos. No entanto, crianças e pessoas com doenças restritivas podem ter uma CPT diminuída, devido ao menor tamanho do pulmão e à diminuição da capacidade de expansão do pulmão, respectivamente.
Todos os volumes pulmonares são subdivisões da CPT, no entanto, nem todos os volumes são recrutáveis para a respiração. O volume residual (VR) é o volume que "resta" no pulmão após uma expiração completa. Nesse sentido, VR representa o volume mínimo que o pulmão pode atingir fisiológicamente. Já os volumes de reserva, VRI (inspiratório) e VRE (expiratório) são volumes potenciais, ou seja, são volumes que podem ser recrutados em uma respiração forçada ou em exercício físico, mas que não são usados durante a respiração passiva.
O volume corrente (VC) é o volume pulmonar recrutado durante um ciclo de respiração; o volume que é inspirado e expirado. Note que o Volume corrente é variável - o VC em repouso será menor que o VC em exercício, já que na atividade física ou respiração forçada há recrutamento dos volumes de reserva (VRI e VRE), aumentando a ventilação pulmonar e, portanto, aumentando o volume que é inspirado e expirado do pulmão em cada ciclo respiratório.
Convenciona-se que as capacidades pulmonares são grupos de volumes pulmonares. Assim, a Capacidade Pulmonar Total (CPT) é simplesmente a soma de todos os volumes do pulmão. A Capacidade Inspiratória é a junção de VC com VRI, e a Capacidade Residual Funcional é a junção de VRI com VR. A Capacidade Vital (CV) considera os volumes que podem ser recrutados para a respiração - é o máximo de volume "útil" para a respiração. 

## Controle da Respiração
Como os músculos da respiração não possuem atividade intrínseca, é necessário que o ritmo respiratório seja criado e mantido por células especializadas que determinam o ciclo de respiração ao controlar a mecânica respiratória, de forma similar à determinação do ciclo cardíaco. No entanto, diferentemente do ciclo cardíaco, os núcleos responsáveis pela criação e manutenção da respiração encontram-se fora do pulmão, no tronco encefálico. O mecanismo respiratório pode ser regulado de forma autonômica (inconsciente) ou somática (consciente). Ao tomar consciência da respiração, é possível controlar o ritmo respiratório, que tende a diminuir na respiração consciente. No entanto, a regulação autonômica da respiração é predominante sobre o controle somático e toma controle do ciclo respiratório logo após a cessação dos estímulos somáticos.

### Aferências sensitivas da respiração
A regulação do ciclo respiratório é influenciada, sobretudo, pela pressão parcial de O2 e CO2 no sangue, bem como pelo estiramento do pulmão durante a inspiração. As aferências sensitivas partem de receptores especializados para percepção de gases no sangue, os quimiorreceptores, e para a percepção do estiramento pulmonar, os mecanorreceptores, e ligam-se ao tronco encefálico, onde estão os núcleos de controle respiratório. Os receptores irritantes também estão presentes nas vias aéreas e promovem a broncoconstrição e contração da musculatura lisa (tosse) quando expostos a particulados irritantes, como poeira e fumaça de cigarro.
Os quimiorreceptores dividem-se em dois tipos de acordo com sua localização e sensibilidade. Quimiorreceptores periféricos (glômus tipo I) são localizados no corpo carótico e corpo aórtico, sendo os únicos sensíveis a variações de PaO2, apesar de também responderem, de forma menos sensível, a mudanças em PaCO2. Já os Quimiorreceptores centrais, localizados na face ventrolateral da medula, não percebem variações de PaO2, entretanto, respondendo de forma muito mais sensível a variações de  PaCO2. Devido à proximidade dos quimiorreceptores centrais aos centros de controle autonômico da respiração, no troco encefálico, são eles os responsáveis pelo monitoramento "minuto a minuto" da respiração, sendo, portanto, ativos na resposta rápida da respiração a diminutas variações de pressão parcial de CO2.
Note que os quimiorreceptores centrais, por natureza de sua localização dentro do encéfalo, realizam o monitoramento de pressões parciais no líquido céfalorraquidiano, após a barreira hemato-encefálica, enquanto que receptores periféricos estão em contato direto com o sangue das artérias carótidas e aorta.
Os receptores de estiramento pulmonar (mecanorreceptores) são sensíveis à expansão pulmonar durante a inspiração e atuam em reflexos no controle da expansão e retração do pulmão, como no reflexo Hering–Breuer.

### Quimorreflexos Respiratórios
As aferências sensitivas dos quimiorreceptores aos núcleos de controle da respiração modula a ação destes na manutenção do ritmo respiratório, deflagrando feedbacks que ajustam a frequência respiratória conforme a pressão parcial de PaCO2 e, sobretudo,  PaCO2  no sangue. Devido à importância da concentração de PaCO2 no sistema ácido-base do sangue, mudanças na frequência respiratória pode levar a rápidas e intensas mudanças no PH sanguíneo e está associada a uma série de condições médicas, como a cetoacidose diabética e a respiração de Cheyne-Stokes.

Diagrama dos núceos do controle involuntário da respiração e as estruras relacionadas.

## Controle Autonômico da Respiração
O controle autonômico da repiração é realizado por uma série de núcleos de interneurônios presentes no bulbo (bulbares) e na ponte (suprabulbares) que produzem o ciclo respiratório e respondem a alterações da oxigenação do sangue conforme aferências de quimiorreceptores.
No bulbo encontram-se o Grupo Respiratório Ventral (GRV) e o Grupo Respiratório Dorsal (GRD), principais responsáveis pela criação da frequência (drive) respiratória. Na ponte, há dois núcleos de relevância para a modulação da frequência respiratória, o centro Pneumotáxico e o centro Apnêustico, que juntos compõem o Grupo Respiratório Pontino (GPR).

### Grupo Respiratório Ventral (GRV) - Bulbo
Composto por partes dos núcleos retrofacial, retroambíguo e para-ambíguo, o GRV possui um papel central na respiração, uma vez que nele encontra-se o complexo pré-Bötzinger (preBötC), indispensável à formação do ritmo respiratório. O complexo possui neurônios capazes de se despolarizar rítimicamente, modulando a atividade de neurônios pré-motores adjacentes, que, por sua vez, se ligam aos músculos da respiração, especialmente o diafragma, deflagrando a ativação cíclica do músculo a uma frequência definida pelo ritmo de despolarização dos neurônios rítimicos do preBötC.
A parte caudal do núcleo retrofacial do GRV contém neurônios ativos durante a expiração, enquanto a parte rostral do núcleo é associado à inspiração. O GRV também possui aferências aos músculos acessórios da respiração, sendo implicado no processo de respiração forçada. Note, respiração forçada difere de respiração voluntária; é possível haver respiração forçada e inconsciente.

### Grupo Respiratório Dorsal (GRD) - Bulbo
O GRD é composto por neurônios do Núcleo do Trato Solitário (NTS) e é o principal responsável pelo processamento primário das aferências sensitivas de quimiorreceptores e mecanorreceptores da respiração através dos nervos Glossofaríngeo e Vago (NC IX e X); apesar de haver processamento sensorial dos quimiorreceptores bulbares pelo GRV, a maior parte dos estímulos chega ao centro repiratório pelo GRD. A principal atividade do GRD envolve o estímulo dos músculos diafragma e intercostais externos, de modo a provocar sua contração e, portanto, a inspiração. Quando a inspiração é finalizada, a inibição do GRD provoca a diminuição da ativação desses músculos, que relaxam, deflagrando a expiração. 

### Centro Pontinos
Os núcleos neuronais que residem na ponte possuem diersas eferências aos núcleos primários da respiração (GRV e GRD), atuando ao modular a despolarização destes e, portanto, modular a frequência respiratória. O Centro Pneumotáxico é ativo durante o processo de "fine tuning" da respiração, isto é, no processo de pequenos ajustes na velocidade de ventilação, inibindo ou deixando de inibir determinados neurônios nos GRV e GRD. Ao inibir os grupos, o centro pneumotáxico é capaz de diminuir o volume corrente (ver seção "volumes pulmonares"). Já o Centro Apnêustico é capaz de estimular células neuronais do GRD que promovem a inspiração, desta forma prolongando a inspiração e diminuindo o tempo de expiração. Desse modo, a ativação do Centro Apnêustico provoca a respiração apnêustica, em que há diminuição da frequência respiratória. 

## Controle Somático da Respiração
A despeito de ser primeiramente um processo inconsciente, a respiração pode ser alterada somáticamente, isto é, de forma consciente. Diferente do controle autônomo, que ocorre no tronco encefálico e é regulado por aferências senstivas de receptores especializados, a respiração consciente emana fundamentalmente do córtex motor primário, o giro pré-central do córtex, que já é implicado em outros movimentos somáticos. De fato, o processo de controle somático da respiração é notavelmente semelhante ao controle de qualquer outro músculo na produção de movimentos conscientes.
As eferências motoras da respiração são carregadas diretamente do córtex aos músculos da respiração, sobretudo o músculo diafragma, provocando a supressão dos estímulos insconscientes do tronco. Não obstante, a respiração somática não inibe o ritmo intrínseco da respiração gerado no bulbo e o tronco respiratório possui maior controle sobre a respiração que o córtex. Nesse sentido, mesmo que um indivíduo impeça conscientemente a inspiração por um longo período de tempo, a o aumento da pressão parcial de CO2 no sangue promove a transição forçada do controle da respiração para o tronco, que suplanta as eferências motoras do córtex.

## Outros tipos de respiração

### Respiração traqueal
Muitos artrópodes têm, como sistema respiratório, um sistema de túbulos, as traqueias, que, abrindo para o exterior, levam o ar até aos órgãos onde circula a hemolinfa, permitindo, assim, as trocas gasosas.
As filotraqueias ou pulmões foliáceos são estruturas exclusivas dos aracnídeos, sempre existindo aos pares.
Cada pulmão foliáceo é uma invaginação (reentrância) da parede abdominal ventral, formando uma bolsa onde várias lamelas paralelas (lembrando as folhas de um livro entreaberto), altamente vascularizadas, realizam as trocas gasosas diretamente com o ar que entra por uma abertura do exoesqueleto.

### Respiração branquial
A respiração branquial é diferente dos outros tipos de respiração porque o oxigênio encontra-se dissolvido na água.
Os peixes não fazem movimentos de inspiração e expiração como os animais pulmonados. Ocorre um fluxo constante e unidirecional de água que penetra pela boca, atinge os órgãos respiratórios e sai imediatamente pelo opérculo.
A cada filamento chega uma artéria com sangue venoso que se ramifica pelas lamelas branquiais. Aí o sangue é oxigenado e deixa a estrutura por uma veia.
As trocas gasosas entre o sangue e a água são facilitadas pela presença de um sistema contracorrente: fluxo de água e sangue em sentidos contrários. O sangue que deixa as lamelas branquiais contém o máximo de oxigênio e o mínimo de gás carbônico.
Os peixes pulmonados: utilizam a bexiga natatória como pulmão, o que lhes permite resistir a curtos períodos de seca, permanecendo enterrados no lodo.

### Respiração cutânea
Os animais de respiração cutânea, como os batráquios ou as minhocas, precisam ter o tegumento (epiderme ou pele) constantemente umedecido, uma vez que o oxigénio e o dióxido de carbono só atravessam membranas quando dissolvidos. Portanto, esses organismos só podem viver em ambientes aquáticos e em ambientes terrestres muito úmidos. Entre as células que formam a sua epiderme, há algumas especializadas na produção de um muco. Esse muco espalha-se sobre o tegumento, mantendo-o húmido e possibilitando as trocas gasosas.

## Doenças respiratórias no homem
- Asma brônquica[23]
- Bronquite[23]
- Resfriado[23]
- Difteria[23]
- Gripe[23]
- Pleurite[23]
- Pneumonia[23]
- Tuberculose[23]